# Повінь у Китаї (1931)
30°34′52″ пн. ш. 114°16′23″ сх. д. / 30.5812° пн. ш. 114.273° сх. д.

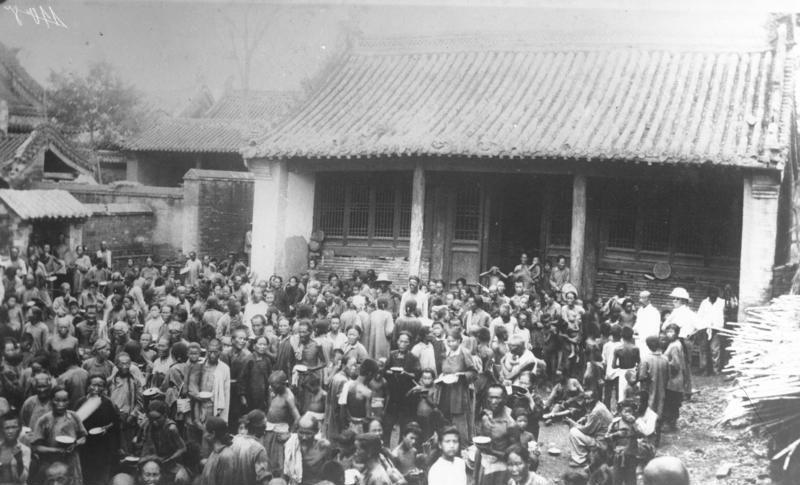
Постраждалі від повені під час громадянської війни, серпень 1931 року

У 1931 році в Південно-Центральному Китаї сталася серія руйнівних повеней, за різними даними загинуло від 145 тисяч до 4 мільйонів осіб. Вважається найбільшим стихійним лихом за всю документовану історію людства.

## Хроніка подій
З 1928 по 1930 рік у Китаї панувала посуха. Зима 1930 року видалася сніжною, навесні випало багато опадів і річки почали переповнюватися. Зливи продовжилися і влітку, їх пік припав на липень — серпень 1931 року. Також спостерігалась велика активність циклонів: за один тільки липень, того року, над регіоном пройшло дев'ять циклонів, в той час, як нормою — є два циклони в рік.
До липня 1931 року вийшли з берегів найбільші річки країни: Янцзи, Хуайхе і Хуанхе. Висока вода дійшла до Нанкіна, який у той час був столицею країни, і майже повністю його зруйнувала. До 19 серпня рівень води перевищував норму на 16 метрів. Увечері 25 серпня вода увійшла у Великий канал і змила дамби. В ту ніч постраждало близько 200 000 людей, більшість з яких врятували.
У зв'язку з величезною кількістю трупів, в регіоні почалися епідемії холери і тифу. Через голод, викликаного відсутністю продовольства, фіксувалися випадки дітовбивства і канібалізму.

## Реакція влади
Гомінданівський уряд організував комісію для допомоги постраждалим, але у зв'язку з громадянською війною фінансування було дуже мізерним, і вся допомога вилилася в будівництво кількох маленьких дамб уздовж Янцзи. У 1953 році, коли до влади прийшли комуністи, по берегах Янцзи проїхав Мао Цзедун, ділячись планами із швидкого будівництва найбільшої гідротехнічної споруди — «Три ущелини», яке назавжди убезпечить мешканців регіону від повеней. «Ущелини» були побудовані багато років після смерті Мао і запрацювали лише у 2012 році.